# U-20-Fußball-Südamerikameisterschaft 1983
Die XVI.U-20-Fußball-Südamerikameisterschaft 1985 fand vom 22. Januar 1983 bis zum 13. Februar 1983 in Bolivien statt.
Ausgetragen wurden die Begegnungen zur Ermittlung des Turniersiegers in den Städten Santa Cruz, Cochabamba und La Paz. Es nahmen am Turnier die Nationalmannschaften Argentiniens, Boliviens, Brasiliens, Chiles, Ecuadors, Kolumbiens, Paraguays, Perus, Uruguays und Venezuelas teil. 
Gespielt wurde in zwei Gruppen und einer anschließend ebenfalls im Gruppenmodus ausgetragenen Finalphase. Aus der Veranstaltung ging Brasilien als Sieger hervor. Die Plätze zwei bis vier belegten die Nationalteams aus Uruguay, Argentinien und Bolivien. Die ersten drei Teams qualifizierten sich für die Junioren-Fußballweltmeisterschaft 1983 in Mexiko.
Torschützenkönig des Turniers war der Uruguayer Carlos Aguilera mit sieben erzielten Treffern.